# Hönig Adolf
Hönig Adolf (Budapest, 1881. augusztus 12. – Budapest, 1960. június 10. előtt) szemészorvos, kórházi főorvos.

## Életpályája
Hönig Ignác üvegkereskedő és Rosenzweig Antónia (1853–1939) fiaként született nyolcgyermekes zsidó családban. Középiskolai tanulmányait a Budapest VII. kerületi Magyar Királyi Főgimnáziumban végezte (1891–1899), majd felvételt nyert a Budapesti Tudományegyetem Orvostudományi Karára (1900–1905). 1905 novemberében a Budapesti Poliklinikai Egyesület közgyűlésén a szemészeti osztály asszisztensévé nevezték ki. 1906 novemberében a Szemészeti Klinika gyakornoka, majd tanársegédje lett. 1910 és 1916 között a Budai Ambulatórium Egyesület Nyilvános Rendelőintézetének főorvosa volt.
1913 januárjában mint tartalékos segédorvost a 70. sz. gyalogezredtől a soproni 18. sz. honvéd gyalogezredhez helyezték át. 1914. május 1-ei ranggal ugyanott főorvossá léptették elő. Az első világháború idején, 1914 novemberében a 18. honvéd gyalogezrednél tartalékos ezredorvosi rangot kapott. 1915-ben az 5. hadtest tábori gyengélkedő háznál volt beosztva. Később a 2. hadsereg 400 ágyas szemkórházát vezette Lembergben.
1920 után a Pesti Izraelita Hitközség Bródy Zsigmond és Adél Gyermekkórházának alorvosa, majd főorvosa. Előbb a Teréz körút 5., 1929-től a Liszt Ferenc tér 5. alatt folytatta magánrendelését. Az 1910-es évektől több mint négy évtizeden át az Újságírók Kórház- és Szanatórium Egyesületének szakorvosa.
Felesége Grossmann Erzsébet (1897–1981) volt, akit 1924. június 15-én vett nőül. 1974 októberében az Amerikai Egyesült Államokba emigrált, s ott élt haláláig.
A Kozma utcai izraelita temetőben nyugszik.

## Művei
- Tudnivalók a trachomáról. (Jó Egészség, 1930, 16–17.)
- A gyermekkori kancsalság. (Jó Egészség, 1936, 21–22.)

## Díjai, elismerései
- Ferenc József-rend hadidíszítményes lovagkeresztje (1917)